# Slemsugare
Slemsugare (Careproctus reinhardti) är en djuphavsfisk i ordningen kindpansrade fiskar som finns i Arktis och angränsande vatten.

## Utseende
En fisk med kraftigt huvud, stor mun och bakåt avsmalnande, halvgenomskinlig kropp. Rygg-, stjärt- och analfenor är sammanvuxna, bröstfenorna har fria, långa fenstrålar. Ryggfenan består av 53 till 57 mjukstrålar, analfenan av 47 till 51. Kroppsfärgen är rosafärgad till vitaktig med violetta rygg-, stjärt- och analfenor. Bröstfenorna är omvandlade till en sugskiva, som sitter långt fram och är liten, inte mycket större än ögat. Som mest kan arten bli 30 cm lång, men är oftast betydligt mindre.

## Vanor
Slemsugaren lever på dybottnar mellan 75 och 1 750 m vid en temperatur från −1,7 till 4,5 ºC, men kan även uppträda pelagiskt. Födan består av kräftdjur och fiskar, både bottenlevande och pelagiska. Under leken lägger honan omkring 300 relativt stora ägg (diameter 4,5 mm).

## Utbredning
Arten finns i Arktis och norra Atlanten i Karahavet,  Laptevhavet och Barents hav, från Newfoundland, Labradorhalvön, Färöarna, Shetlandsöarna och Spetsbergen till Norska havet. Fynd har även gjorts i Skagerrak, vid Grönland och vid Island.